# 1136
El 1136 (MCXXXVI) fou un any de traspàs començat en dimecres del calendari julià.

## Necrològiques
- 22 de març - Orte (Itàlia): Alberó II de Chiny-Namur, príncep-bisbe de Lieja